# 中村一隆
中村 一隆（なかむら かずたか）は、化学者、東京工業大学フロンティア材料研究所准教授。

## 主な略歴
- 1984年 東京理科大学理学部物理学科卒業
- 1989年
  - 東京工業大学大学院理工学研究科修了（工学博士）
  - 科学技術庁金属材料技術研究所　研究員ー主任研究官（ - 1998年）
- 1998年
  - 東京工業大学大学院総合理工学研究科物質科学創造専攻助教授
  - 東京工業大学応用セラミックス研究所助教授
- 2007年
  - 東京工業大学応用セラミックス研究所准教授
  - 2007年 東京工業大学大学院総合理工学研究科物質科学創造専攻准教授
- 2016年
  - 東京工業大学物質理工学院材料系准教授（ - 現職）
  - 東京工業大学フロンティア材料研究所准教授（ - 現職）

## 主な所属学会
- 日本放射線化学会
- 応用物理学会
- 日本表面科学会

## 主な受賞
- 表面科学奨励賞（1993、国内）[2]
- 応用セラミックス研究所長賞（2011、国内）[3]

## 主な著書
- 強光子場科学の最前線1 (2005)
- 光科学研究の最前線 (2005)
- Femtosecond Beam Science (2005)
- quantum phononics（2019）